# Elymnias endida
Elymnias endida är en fjärilsart som beskrevs av Hans Fruhstorfer 1911. Elymnias endida ingår i släktet Elymnias och familjen praktfjärilar. Inga underarter finns listade i Catalogue of Life.